# Belington
Belington is een plaats (town) in de Amerikaanse staat West Virginia, en valt bestuurlijk gezien onder Barbour County.

## Demografie
Bij de volkstelling in 2000 werd het aantal inwoners vastgesteld op 1788.
In 2006 is het aantal inwoners door het United States Census Bureau geschat op 1825, een stijging van 37 (2,1%).

## Geografie
Volgens het United States Census Bureau beslaat de plaats een oppervlakte van
5,6 km², waarvan 5,3 km² land en 0,3 km² water. Belington ligt op ongeveer 518 m boven zeeniveau.

## Plaatsen in de nabije omgeving
De onderstaande figuur toont nabijgelegen plaatsen in een straal van 20 km rond Belington.